# Mehrgarh

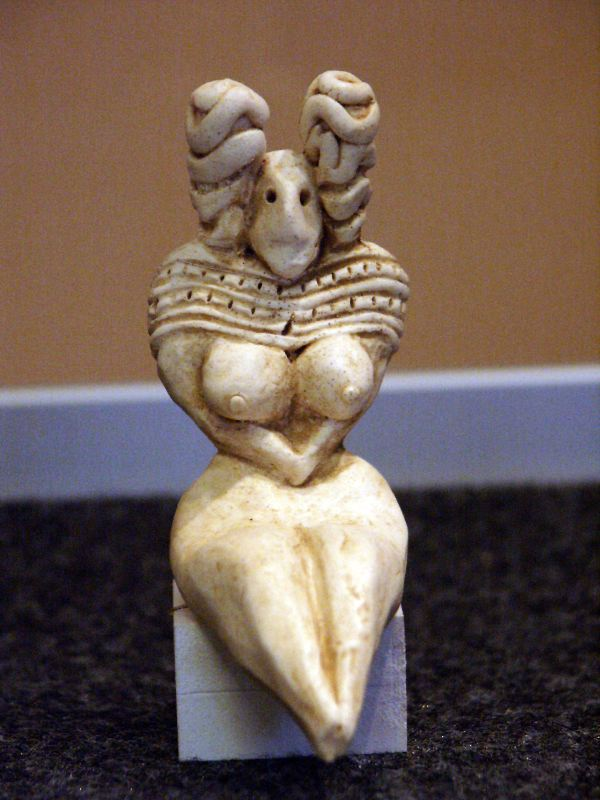
En kvinnofigur funnen i Mehrgarh, ca. 3000 f.Kr. (Musée Guimet, Paris). Kanske en fruktbarhetsgudinna.

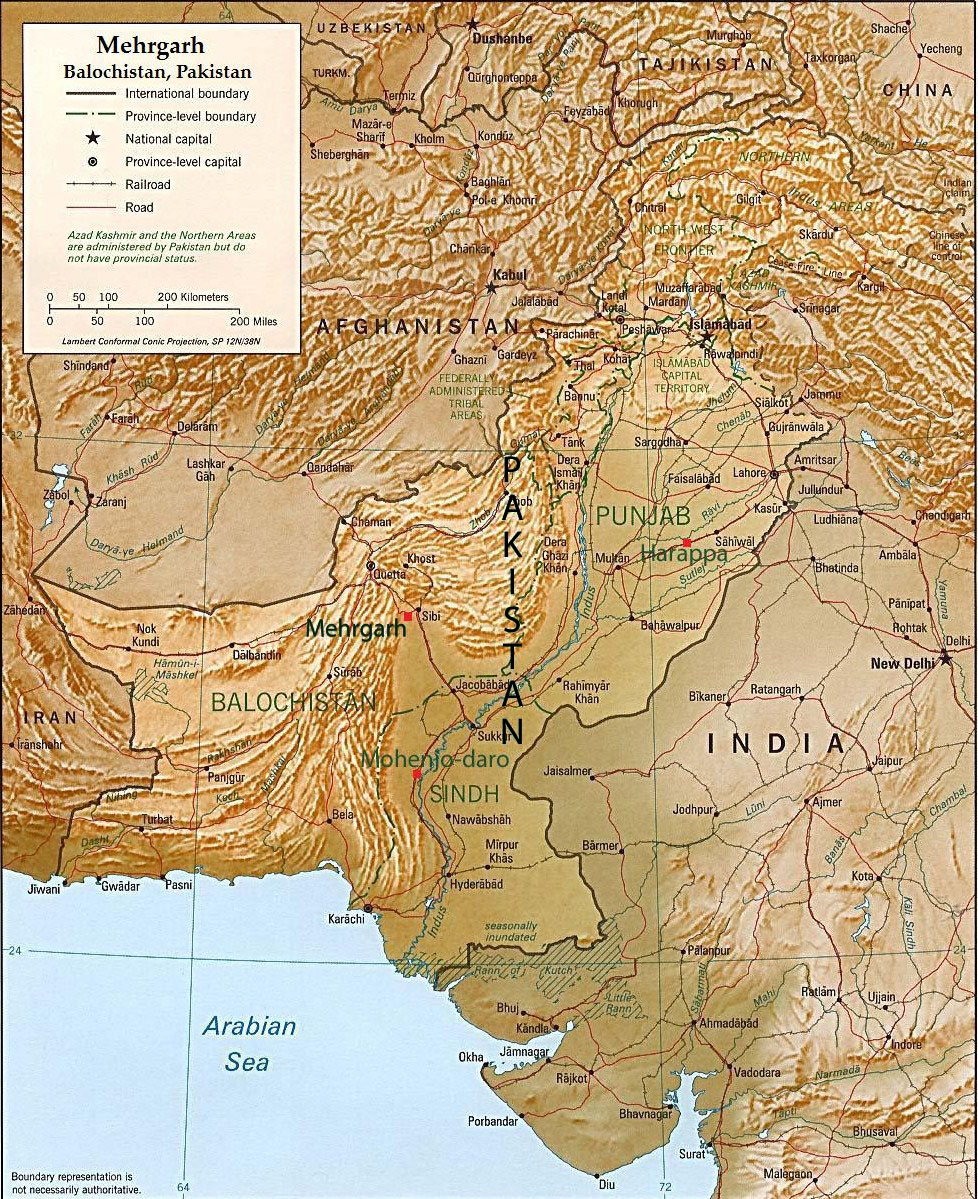
Karta över Pakistan som visar Mehrgarh, som i dag betraktas som en tidig föregångare till Induskulturen.

Mehrgarh (urdu: مہرگڑھ) är en av de mest betydelsefulla arkeologiska fyndplatserna från neolitisk tid (ca 7000 f.Kr. till 3200 f.Kr.). Det ligger på Kachislätten i dagens Baluchistan i Pakistan, och tros vara en av de platser i södra Asien som tidigast hade jordbruk (vete och korn) och djurhållning (kor, får och getter).
Mehrgarh ligger i västra Pakistan, cirka 120 km från dagens gräns till Afghanistan, väster om Indusdalen och mellan dagens pakistanska städer Quetta, Kalat och Sibi.
Mehrgarh upptäcktes 1974 av en arkeologisk grupp ledd av den franska arkeologen Jean-François Jarrige. Omfattande utgrävningar genomfördes åren 1974 och 1986, och återigen från 1997 till 2000. Arkeologiskt material har hittats i sex högar där ca 32.000 föremål har grävts fram. Den tidigaste bosättningen vid Mehrgarh - i det nordöstra hörnet av ett område på 496 hektar - var en liten lantbruksby som går tillbaka till 7000-5500 f.Kr.

## Mehrgarh I
Arkeologer indelar bosättningarna på platsen i flera tidsperioder. Mehrgarhs period I (ca 7000 f.Kr. - 5500 f.Kr.) var den neolitiska och akeramiska tiden (det vill säga utan användning av keramik och stengods). Det tidigaste jordbruket i området verkar ha utvecklats av ett delvis nomadiskt folk som använde grödor som vete och korn och hade boskap med får, getter och kor. Bosättningen bestod av enkla byggnader med fyra inre rum. Många begravningsplatser har hittats, många med omfattande gravgåvor som korgar, sten- och benverktyg, pärlor, armringar, hängande smycken, tidvis även djuroffer, och mer omfattande gravgåvor i manliga gravar.
Ornament och smycken av havsskal, kalksten, turkos, lapis lazuli, sandsten och polerad koppar har också hittats, inklusive enkla figurer av kvinnor och djur. Havsskalen som kom från kusten långt bort och lapis lazuli som hittades i Badakhshan i Afghanistan, berättar om god kontakt med dessa områden. På platsen hittades också några av de tidigaste stenyxorna i södra Asien.
I april 2006 publicerade tidskriften Nature en artikel om skelettfynd i Mehrgarh som visar att man där hade kunskaper om dentalteknik och kunde laga tänder redan för 7500 till 9000 år sedan.

## Mehrgarh II och III
Mehrgarh II (ca 5500-4800 f.Kr.) och Mehrgarh III (ca 4800-3500 f.Kr.) tillhör den neolitiska keramikperioden (keramik var således i bruk) och kopparåldern. Det finns många bevis på avancerad tillverkning med förbättrade tekniker. Man producerade glaserade pärlor (fajans) samt terrakottafigurer med mer och mer detaljer, bland annat målade figurer av kvinnor med olika frisyrer och smycken. I två gravar från Mehrgarh II-perioden hittades ockra på de begravda kropparna. Antalet föremål i gravarna minskade gradvis. De första sigillen tillverkades av terrakotta och benmaterial och hade geometriska motiv. Tekniken omfattade nu kopparborrar, ugnar och smältdeglar. Det finns ytterligare bevis på långdistanshandel under period II: viktigt som en indikation på detta är fynd av pärlor av lapis lazuli, återigen från Badakhshan.

## Mehrgarh IV, V och VI
Period IV var 3500 till 3250 f.Kr. Period V från 3250 till 3000 f.Kr. och period VI var cirka 3000 f.Kr. Platsen med fynd från period IV till VII betecknas MR1.

## Mehrgarh VII
Någon gång mellan år 2600 f.Kr. och 2.000 f.Kr. tycks invånarna ha börjat överge staden.  Det har föreslagits att invånarna i Mehrgarh gradvis migrerade till den mer bördiga Indus-dalen, då Baluchistan börjat torka ut på grund av klimatförändringar.

## Mehrgarh VIII
Den sista periodens fynd återfinns vid begravningsplatsen Sibri, ca 8 km från Mehrgarh.